# イオン反応式
イオン反応式 (Ionic equation)はイオンを含む、またはイオンのみで表される化学反応式である。

## 構造
例として、硝酸鉛(II)とヨウ化カリウムの反応について考えてみよう。通常の化学反応式(完全反応式)は次のようになる。
{\displaystyle {\rm {2KI(aq)+Pb(NO_{3})_{2}(aq)\longrightarrow 2KNO_{3}(aq)+PbI_{2}(s)}}}
この反応式をそれぞれイオンごとに分けて考える。
Pb2+(aq) ＋ 2NO3−(aq) ＋ 2K+(aq) ＋ 2I−(aq)→ PbI2(s) ＋ 2NO3−(aq) ＋ 2K+(aq)
この段階での反応式を全イオン反応式という。
ここで、Pb2+(aq)と2I−(aq)以外のイオンは反応の前後で変化していない。これらを傍観イオンといい、
反応式の両辺から消去すると以下のようになる。
Pb2+(aq) ＋ 2I−(aq)→ PbI2(s) 
この式は完全な反応式で、正味イオン反応式と呼ばれている。